# 日沼頼夫
日沼 頼夫（ひぬま よりお、1925年（大正14年）1月19日 - 2015年（平成27年）2月4日）は、日本の医学者、ウイルス学者。
成人T細胞白血病の成因について、ヒトTリンパ好性ウイルス（HTLV-1）の分離によって立証した。エイズウイルス研究にも尽力した。京都大学・熊本大学名誉教授。秋田県名誉県民、八峰町名誉町民。

## 経歴
- 秋田県山本郡八森町（現八峰町）生まれ。
- 1942年 秋田県立能代工業学校機械科卒業[2]
- 1944年 ？陸軍士官学校卒業、陸軍少尉任官
- 1950年 東北大学医学部卒業
- 1954年 東北大学大学院修了、同大医学部助手となる
- 1957年 医学博士
- 1958年 フィラデルフィア小児病院ウイルス研究所研究員
- 1960年 東北大学医学部助教授
- 1965年 ロズウエルパーク記念研究所客員研究員
- 1968年 東北大学歯学部教授
- 1971年 熊本大学医学部教授
- 1980年 京都大学ウイルス研究所教授、のち所長
- 1988年 退官、シオノギ医科学研究所所長、のち塩野義製薬副社長
- 2015年 2月4日、京都市内の病院で、肝細胞癌のため死去[1][3]。享年90。

## 主な受賞・叙勲歴
- 1979年度　高松宮妃癌研究基金学術賞
- 1981年　野口英世記念医学賞
- 1983年度　高松宮妃癌研究基金学術賞（2回目）
- 1984年　ベーリング・北里賞
- 1985年　ハマー賞
- 1986年　文化功労者[3]・朝日賞[4]
- 1989年　恩賜賞・日本学士院賞（成人T細胞白血病のウイルス病因に関する研究）[5]
- 2009年　文化勲章[3]

## 著書
- 新ウイルス物語 日本人の起源を探る 中公新書, 1986, ISBN 978-4121007896
- 日本の医学 対談集 最新医学社, 1992
- ウイルスと人類 勉誠出版, 2002, ISBN 978-4585050667
- ウイルスはどこにでもいる 勉誠出版, 2002, ISBN 978-4585050735
- 医学の根っこ 対談集 勉誠出版, 2003, ISBN 978-4585050759
- 医・薬を撃つ 対談集 勉誠出版, 2003, ISBN 978-4585050766